# 증약초등학교
증약초등학교는 대한민국 충청북도 옥천군에 있는 공립 초등학교이다.

## 학교 연혁
- 1939년 4월 15일 증약국민학교 개교
- 1993년 3월 1일 대정분교장 본교 편입
- 1996년 3월 1일 현재 교명으로 변경
- 2025년 3월 1일 증약초등학교 대정분교장 통폐합

## 참고 자료
- 증약초등학교 - 한국교육학술정보원 학교알리미